# NGC 506
NGC 506 este o stea situată în constelația Peștii. A fost înregistrată în 7 noiembrie 1874 de către Lawrence Parsons.